# متغیرهای مزدوج
جفت متغیرهایی که بگونه‌ای تعریف شده باشند که دوگان تبدیل فوریه یکدیگر باشند یا به عبارت عام تر از طریق دوگانی Pontryagin به هم مرتبط باشند، متغیرهای همیوغ نامیده می‌شوند.
رابطه دوگانی طبیعتاً به عدم قطعیت منجر می‌شود (در فیزیک اصل عدم قطعیت نامیده می‌شود).